# 代爾尤什
34°59′N 3°23′W / 34.983°N 3.383°W

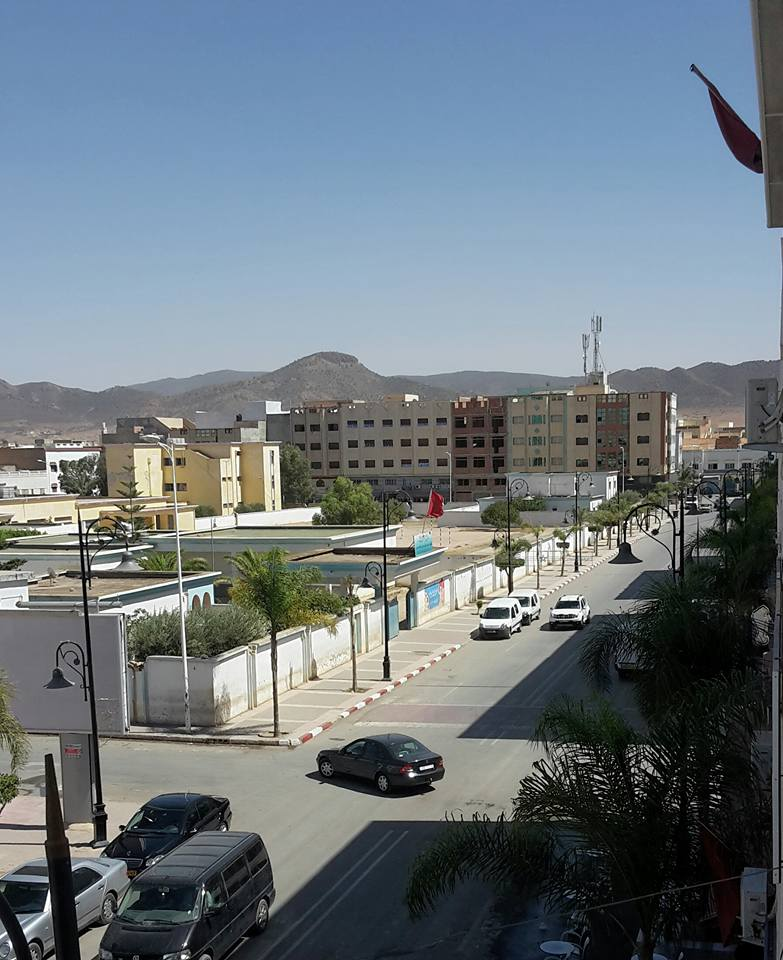
代爾尤什

代爾尤什（阿拉伯语：‎），是摩洛哥的城鎮，位於該國東北部，由東部大區負責管轄，是代爾尤什省的首府，面積400平方公里，海拔高度289米，2012年人口51,000，人口密度每平方公里128人。